# しこたま
『しこたま』は、ニシカワ醇による日本の漫画作品。『別冊少年チャンピオン』（秋田書店）にて、2012年8月号から2013年10月号まで連載。

## あらすじ
「甲子園出場」が夢の野球少女・剛力たまは、高校野球の名門校である私立国際天上高校に入学、投手として野球部入部を希望する。しかし、野球部キャプテンの橘スケキヨから「女だから」という理由で一蹴されてしまう。そこで部員を9人集め野球部に勝ち、“公式野球部”の座を奪うことを決める。手始めに、たまと同様の理由で相撲部に入部できなかった大関しこを捕手としてスカウトし、打倒野球部と甲子園出場を目標にしこたまーズを結成したのだった。

## 登場人物

### しこたまーズ
剛力 たま（ごうりき たま）
主人公。高校1年生。女だからという理由で野球部への選手としての入部を拒否され、自分で選手9人集めて甲子園を目指すことに。
服の下に筋力をつけるための重しを体中に着用している。
ポジションは投手。左投げのオーバースロー。決め球は「ノーザンクロス投法」。左足を真上に高く上げるため、スケキヨに「パンモロ投法」と揶揄されている。
大関 しこ（おおぜき しこ）
たまの同級生。祖父に元横綱・鉄砲山を持つ相撲一家の生まれで、自身も相撲部への入部を希望し、現役相撲部員を圧倒する実力を見せるが、たまと同様「女だから」という理由で入部を拒否される。その一部始終を見たたまに素質を見込まれ、勝負の後たまと共に甲子園を目指すことに。
ポジションは捕手。相撲で培った下半身の安定感が持ち味である。かなりの巨乳。
学校では制服だが裸足で靴はかかとを潰して履いている。
試合も相撲と同じで廻し一丁で行っている。
伊集院 ヒカル（いじゅういん ヒカル）
たまの同級生。中学全日本代表に選出された実力の持ち主。その容姿から女子と思われていたが、実は男子である（いわゆる「男の娘」）。たまにスカウトされた当初は「ハレンチ野球」だとして嫌悪するが、たまとの勝負に敗れしこたまーズに入ることに。
ポジションは遊撃手。秘打「龍笛打法」を武器とする。

### 国際天上高校野球部
甲子園出場常連の強豪として知られ、春の甲子園でベスト4の成績をおさめている。
橘 スケキヨ（たちばな スケキヨ）
野球部のキャプテン。高校3年生。ポジションは三塁手。
チームの4番をつとめており、通算打率5割1分5厘、通算本塁打72本という超高校級スラッガー。
塚本 バンタ（つかもと バンタ）
野球部部員。ポジションは捕手。動物園の象舎に侵入して体重2トンの象をひっくり返したことから、“2tキラー”の異名を誇る怪力の持ち主。
見た目によらず軟派であり、キャッチャーミットをしこに譲る代わりにデートを申し込んだことも。

### その他の人物
たまの父
元野球選手で、一時はプロを目指していた。たまを野球選手にするのが夢であり、日々過酷なトレーニングをさせている熱血オヤジ。
たま曰く「嘘とピーマンが死ぬほど嫌い」であり、そのためたまが野球部に入れなかったことを言い出せずにいる。

## 単行本
- ニシカワ醇『しこたま』 秋田書店〈少年チャンピオン・コミックス〉、全3巻
  1. 2013年2月8日発売 ISBN 978-4-253-22046-0
  2. 2013年7月8日発売 ISBN 978-4-253-22047-7
  3. 2013年12月6日発売 ISBN 978-4-253-22048-4